# Kłącko
Kłącko [ˈkwɔnt͡skɔ] (tiếng Đức: Klanzig) là một khu định cư ở khu hành chính của Gmina Brzeżno, trong quận Świdwin, West Pomeranian Voivodeship, ở phía tây bắc Ba Lan.

Trước năm 1945, khu vực này là một phần của Đức. Đối với lịch sử của khu vực, xem Lịch sử của Pomerania. 
1. ↑  "Central Statistical Office (GUS) - TERYT (National Register of Territorial Land Apportionment Journal)" (bằng tiếng Ba Lan). ngày 1 tháng 6 năm 2008.